# 崙子 (彰化縣埤頭鄉)
崙子，原寫為崙仔，是臺灣彰化縣埤頭鄉的一個傳統地域名稱，位於該鄉西北部。相較於今日行政區，其範圍大致包括崙子村、永豐村不含南部凸出部分。

## 歷史
台灣清治末期至日治初期，崙子地區為一街庄，稱為「崙仔庄」，隸屬於東螺西堡。該庄北與周厝崙庄為鄰，東與埤頭庄為鄰，南邊為小埔心庄、𥕟磘庄，西邊為丈八斗庄、大排沙庄。
1901年（日治明治三十四年）11月，全台廢縣廳改設二十廳，該庄隸屬於彰化廳。1903年（明治三十六年）6月，該庄編入「小埔心區」，隸屬於彰化廳。1909年（明治四十二年）10月，合併二十廳為十二廳，小埔心區改隸屬於臺中廳。1920年（大正九年），廢廳、支廳、區、街庄（舊制）改設州、郡、街庄（新制）、大字，該庄改制並雅化為「崙子」大字，隸屬於臺中州北斗郡埤頭庄。
戰後埤頭庄改制為埤頭鄉，隸屬於臺中縣，大字亦改制為村。1950年10月，中、彰、投分治，埤頭鄉改隸屬彰化縣。

## 聚落
本地區發展較早的聚落有崙仔、庄仔、厝仔、十三甲等，在日治期初期的官方地圖上已有記載。

## 交通
省道台19線（東環路三段）又稱「中央公路」，是彰化至台南永康的幹道，其繞過埤頭市區的東側外環道大致以東北—西南走向經過本地區東北部邊界地帶。由該道路向西北再北北東可前往溪湖、埔鹽、福興東南端、秀水等地，向東南繞大彎轉西微北再轉西南可前往竹塘、二崙、崙背、土庫西北端、褒忠等地。
縣道150號（斗苑東路）是芳苑至南投的道路，大致以西北西—東南東走向經過本地區西南部向南凸出部分。由該道路向西北西可前往二林、芳苑並止於省道台17線舊線路口，向東南東可前往埤頭市區（小埔心）、國道1號北斗交流道、北斗、田中、名間西北部、南投等地。
鄉道彰135線（溪底路）是港尾至厝子的道路，其南側端點位於本地區北部邊界西側的鄉道彰148線路口。由此向北轉東北可前往周厝崙、塗子崙的港尾並止於鄉道彰128線路口。
鄉道彰136線（東西路）是西莊子至埤頭的道路，其西側端點位於本地區西南角的縣道150號路口。由此向北沿本地區西部邊界而行，至十三甲聚落西側轉東蜿蜒穿越聚落後，轉東北東再轉東南東再轉東北東並止於本地區中部偏東南的鄉道彰137線路口。
鄉道彰137線（豐崙路、崙子南路、興安街）是十一號至埤頭的道路，其南側端點位於本地區南部邊界中央偏東的省道台19線舊線（彰水路三段）路口。由此向北北西經鄉道136線終點路口後轉西北西再轉北北東，至崙子聚落東南側鄉道彰148線左側轉角路口後與其共線並沿邊界而行，出境後經鄉道彰148線右側轉角路口後獨行，可前往周厝崙並止於其東北部的鄉道彰128號路口。
鄉道彰148線（東勢巷、崙子路、豐崙路、環東路二段、埤周路）是東勢至埔尾的道路，大致以西微北－東微南走向由本地區北部邊界最西端入境後沿邊界而行，經鄉道彰135線終點路口後，轉東南續沿邊界而行，至崙子聚落西郊因邊界線北移而入境，至鄉道彰137線路口轉北北東與其共線後，沿本地區北部凸出部分東側邊界而行，出境後至埤周路路口轉東北東獨行，經周厝崙聚落時繞大彎轉東南，至省道台19線轉角路口續行與其共線後，到達本地區東北部邊界並大致沿邊界而行，經鄉道彰151線路口後，至埤周路（舊路）路口轉東南微東獨行後於不遠處出境。由該道路西段向西微北可前往大排沙的東勢聚落並止於鄉道彰133-1線路口，由東段向東南微東可前往埤頭的埔尾聚落並止於縣道150號路口。
鄉道彰151線是三角子至埤頭的道路，其南側端點位於本地區東部省道台19線舊線（彰水路四段～三段）與萬興排水溝橋梁旁的路口。由此向東南東至五叉路口轉北北東蜿蜒而行，經省道台19線路口並出境後，可前往周厝崙與埤頭交界地帶、周厝崙東部、海豐崙西部、西勢厝東南部並止於其北側邊界地帶的鄉道彰141線路口。